# لحلاح مبرقش
اللحلاح المبرقش أو سورنجان مُزَيّن نوع نباتي يتبع جنس اللحلاح من الفصيلة اللحلاحية.

## الموئل والانتشار
موطنه جنوب غرب تركيا واليونان.

## الوصف النباتي
اللحلاح نبات عشبي معمر من أحاديات الفلقة، له جعثن (كورمة) (ونادراً رئد (بالإنجليزية: Stolon)‏)، بيضي الشكل، وتغطي الجعثن حراشف بنية، ويتشكل سنويا جعثن جديد. له أوراق قاعدية خيطية تتشكل في الربيع. النورة عنقودية تزهر في الخريف. الأزهار بنفسجية مبرقشة بالأبيض من أجمل أزهار اللحلاح. والكم له ست بتلات. والثمرة كبسولة ثلاثية الحجرات، أما الثمار فتنضج في بداية الصيف.